# Војка на Дунаву
Војка на Дунаву (слч. Vojka nad Dunajom, мађ. Vajka) насељено је мјесто са административним статусом сеоске општине (слч. obec) у округу Дунајска Стреда, у Трнавском крају, Словачка Република.

## Становништво
| Година:    | 1994. | 2004.    | 2014.   | 2024.   |
| ---------- | ----- | -------- | ------- | ------- |
| Број људи: | 471   | 421      | 453     | 446     |
| Разлика:   |       | -10,61 % | +7,60 % | -1,54 % |

| Година:    | 2023. | 2024.   |
| ---------- | ----- | ------- |
| Број људи: | 441   | 446     |
| Разлика:   |       | +1,13 % |

Према подацима о броју становника из 2011. године насеље је имало 458 становника.